# K.C. Hemlig agent
K.C. Hemlig agent (originaltitel: K.C. Undercover) är en amerikansk ungdomsserie som hade premiär 2015 på Disney Channel och som efter tre säsonger avslutades 2018.
Titelrollen som den hemliga agenten K.C. Cooper spelas av Zendaya.

## Huvudpersoner
- Zendaya - K.C. Cooper
- Veronica Dunne - Marisa Clark
- Kamil McFadden - Ernie Cooper
- Trinitee Stokes - Judy Cooper
- Tammy Townsend - Kira Cooper
- Kadeem Hardison - Craig Cooper

## Återkommande karaktärer
- Rick Hall - Agent Johnson
- Sherri Shepherd - Agent Beverly
- James DiGiacomo - Petey
- Ross Butler - Brett
- Jaime Moyer - Mrs. Goldfeder
- François Chau - Zane
- Lee Reherman - Victor
- Kara Royster - Abby
- Jasmine Guy - Erica
- Rick Fox - Richard